# Israelitische Kultusgemeinde Gänserndorf
Die Israelitische Kultusgemeinde Gänserndorf bestand aus den Gerichtsbezirken Marchegg und Matzen des Verwaltungsbezirks Gänserndorf sowie den Gemeinden Aderklaa, Bockfließ, Deutsch-Wagram, Gerasdorf bei Wien, Groß-Engersdorf und Süßenbrunn des Gerichtsbezirks Wolkersdorf im Weinviertel in Niederösterreich.

## Gänserndorf
Die jüdische Zuwanderung ins Gebiet der späteren IKG Gänserndorf begann in der Mitte des 19. Jahrhunderts. Laut Volkszählung 1934 lebten hier 52 Personen, die sich zum Judentum bekannten. Der Vorstand des Gänserndorfer Bethauses ersuchte 1866 die jüdische Gemeinde in Wien um die Überlassung einer Torarolle.
Ein Minjan wurde von den Gänserndorfer Juden im Mai 1884 gegründet. Dieser suchte im Februar 1889 bei der Bezirkshauptmannschaft Groß-Enzersdorf um die Bewilligung zur Errichtung eines neuen Bethauses an. 1890 wurde es in der Bahngasse errichtet.
1907 wurde die eigenständige Israelitische Kultusgemeinde Gänserndorf gegründet. Der Minjan löste sich im selben Jahr auf und überschrieb sein Vermögen der IKG Gänserndorf. 1908 wurde die Chewra Kadischa gegründet, ein eigenes Wohnhaus für den Rabbiner errichtet und Doktor Moses Rosenmann zum Rabbiner bestellt.
Ein jüdischer Friedhof wurde ebenfalls 1908 in Gänserndorf errichtet.
Unmittelbar nach dem Anschluss und dem Einmarsch der Wehrmacht in Österreich wurden die jüdischen Einwohner demonstrativ und zum Gaudium des Großteils der Bewohner öffentlich misshandelt, drangsaliert und gedemütigt. Später trat zwar eine nach außen hin ruhigere Phase ein, doch die verschiedenen NS-Dienststellen schikanierten die jüdischen Einwohner weiterhin und raubten sie – gedeckt durch NS-Gesetze – legal aus. Der nächste offene Gewaltausbruch gegen Juden und jüdische Geschäfte und Einrichtungen erfolgte während der Novemberpogrome 1938.
Am 2. September 1938 wurden die Matriken der IKG der Bezirkshauptmannschaft und die Schlüssel zur Synagoge sowie der angeschlossenen Wohnräume der Gendarmerie übergeben. Die Kultgegenstände und liturgischen Geräte wurden der IKG Wien übergeben. Noch 1938 wurden die Davidsterne von der Synagoge entfernt.
Bis zum 15. September 1938 hatte die jüdische Bevölkerung den Bezirk Gänserndorf zu verlassen, am 15. Oktober wurde die IKG Gänserndorf formell in die IKG Wien eingegliedert. Am 24. Oktober 1938 wurde der Landeshauptmannschaft von der Bezirkshauptmannschaft Gänserndorf mitgeteilt, dass alle „Juden und Mischlinge aus dem Grenzbezirk“ entfernt waren.

## Ehemalige Synagoge Gänserndorf

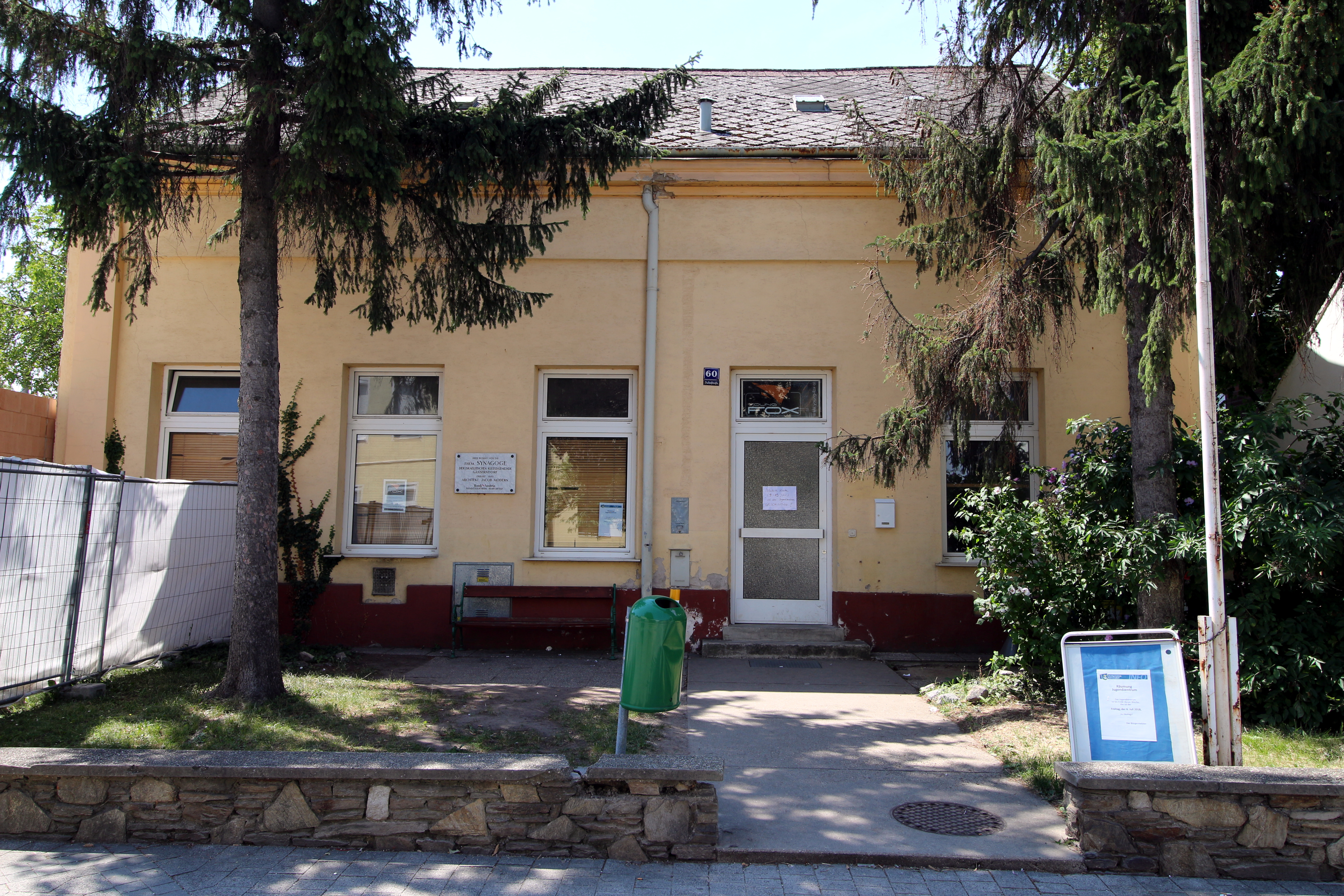
Ehemalige Synagoge in Gänserndorf (2018)

Die ehemalige Synagoge Gänserndorf in der Bahngasse 60 nach Plänen des Architekten Jakob Modern stand von 1889 bis 1938 als Synagoge in Verwendung. Mit dem Anschluss Österreichs wurde die Synagoge enteignet und gelangte in weiterer Folge in das Eigentum der Stadtgemeinde Gänserndorf. Es erfolgten Nutzungen als gewerbliche Berufsschule, und nach einem Umbau Nutzungen als Musikschule und zuletzt als Jugendzentrum.
Nach einem Stadtratsbeschluss vom Jänner 2014, welcher 2018 erneuert wurde, war im Sommer 2018 der Abriss des Gebäudes für die Errichtung von Parkplätzen geplant. Nach einem vorläufigen Bescheid des Bundesdenkmalamtes wurde der Abriss aufgeschoben. Im November 2018 wurde der Denkmalschutz vom Bundesdenkmalamt bestätigt. Der Schutz wurde vom Bundesverwaltungsgericht temporär aufgehoben, ist aber nunmehr in Kraft (Listeneintrag).

## Bezirk Gänserndorf
In Angern an der March lebten 1934 laut Volkszählung 63 Personen, die sich zum Judentum bekannten.
Der örtliche jüdische Friedhof von Bad Pirawarth ist Teil des Gemeindefriedhofs.
Seit 1913 war der jüdische Friedhof Deutsch-Wagram im Besitz der IKG Wien. Die letzte Belegung fand 1895 statt. Während der NS-Zeit wurde der Friedhof zerstört.
In Lassee bestanden ein Bethaus und zwischen 20. Jänner 1911 und dem 30. November 1939 ein Minjan-Verein. 44 Personen bekannten sich 1934 zum jüdischen Glauben.
Der jüdische Friedhof Marchegg bestand bis 1938. 1934 bekannten sich 35 Personen zum jüdischen Glauben.